# Doro Pesch
Doro Pesch (Düsseldorf, 1964. június 3. –) német énekesnő. Karrierje során tizenhárom stúdióalbumot adott ki.
Lemezeit a Vertigo Records, WEA Records, SPV GmbH, Steamhammer Records, AFM Records, illetve Nuclear Blast kiadók jelentetik meg.
Doro a nyolcvanas években népszerű Warlock együttes énekesnőjeként lett ismert.
Apja teherautó-sofőr volt. A rock műfajjal úgy ismerkedett meg, hogy hallotta Little Richard "Lucille" című számát. 10 éves korában zongorázni és énekelni tanult, majd nem sokkal később bevezették a T-Rex, Slade jellegű bandák világába. 1980-ban alapította meg első zenekarát, Snakebite néven. Ez az együttes azonban egy évvel később, 1981-ben már fel is oszlott, így Doro megalapította a Warlockot.
Miután ez a zenekar feloszlott, szólókarrierbe kezdett, továbbá üzemeltet egy saját magáról elnevezett együttest is, amely a koncertjein szokott fellépni.

## Diszkográfia
Stúdióalbumok
- Force Majeure (1989)
- Doro (1990)
- Rare Diamonds (1991)
- True at Heart (1991)
- Doro Live (1993)
- Angels Never Die (1993)
- Machine II Machine (1995)
- A Whiter Shade of Pale (1995)
- Love Me in Black (1998)
- Calling the Wild (2000)
- Fight (2002)
- Classic Diamonds (2004)
- Raise Your Fist (2012)